# Champions Trophy de hockey sobre césped femenino de 2007
La 15.ª edición del Champions Trophy femenino se llevó a cabo desde el 13 al 21 de enero de 2007, en el Estadio Nacional de Hockey en Quilmes, Argentina. Las seis selecciones nacionales que participaron son Argentina, Holanda, Alemania, Australia, Japón y España.

## Planteles

### ARGENTINA
(3.) Magdalena Aicega (capitana), (4.) Rosario Luchetti, (8.) Luciana Aymar, (9.) Agustina Bouza, (10.) Soledad García, (11.) Carla Rebecchi, (12.) Mariana González Oliva, (16.) Daniela Maloberti, (18.) Paola Vukojicic (arquera), (19.) Mariné Russo, (22.) Gabriela Aguirre, (24.) Claudia Burkart, (25.) Silvina D'Elía, (26.) Giselle Kañevsky, (27.) Noel Barrionuevo, (28.) Belén Succi (arquera), (29.) Belén Rivas, y (30.) Sofía Román. Director Técnico: Gabriel Minadeo.

### AUSTRALIA
(3.) Sarah O'Connor, (5.) Peta Gallagher, (7.) Kim Walker, (9.) Rebecca Sanders, (10.) Kate Hollywood, (12.) Madonna Blyth, (13.) Shelley Liddelow, (15.) Kobie McGurk, (16.) Fiona Johnson, (18.) Emma Meyer, (21.) Deanne Gilbert (arquera), (22.) Amy Korner, (23.) Renee Trost, (25.) Melanie Twitt, (27.) Rachel Lynch (arquera), (29.) Teneal Attard, (30.) Sarah Taylor, y (31.) Claire Messent. Director Técnico: Frank Murray.

### ALEMANIA
(1.) Yvonne Frank (arquera), (2.) Tina Bachmann, (3.) Inga Matthes, (5) Nadine Ernsting-Krienke (capitana), (6.) Svenja Schuermann, (11.) Eileen Hoffmann, (16.) Fanny Rinne, (19.) Britta Von Livonius, (22.) Janine Beermann, (23.) Silja Lorenzen, (24.) Maike Stöckel, (26.) Christina Schütze, (27.) Pia Eidmann, (28.) Julia Müller, (30.) Jennifer Plass, (31.) Julia Karwatzky, (32.) Kristina Joana Reynolds (arquera), y (33.) Lydia Morgenstern. Director Técnico: Michael Behrmann.

### ESPAÑA
(1.) María Jesús Rosa (arquera), (2.) Julia Menéndez, (3.) Rocío Ybarra, (4.) Gemma Bernad, (7.) Bárbara Malda, (8.) Marta Prat, (9.) Silvia Muñoz (capitana), (10.) Silvia Bonastre, (11.) María Romagosa, (12.) Marta Ejarque, (13.) Raquel Huertas, (14.) Pilar Sánchez, (17.) Núria Camón, (19.) María López de Eguilaz (arquera), (29.) Montserrat Cruz, (21.) Esther Térmens, (22.) Gloria Comerma, y (23.) Georgina Oliva. Director Técnico: Pablo Usoz.

### PAÍSES BAJOS
(1.) Lisanne de Roever (arquera), (2.) Mignonne Meekels, (4.) Fatima Moreira de Melo, (6.) Jiske Snoeks, (8.) Nienke Kremers, (9.) Wieke Dijkstra, (11.) Maartje Goderie, (13.) Minke Smabers, (14.) Minke Booij (capitana), (15.) Janneke Schopman, (16.) Carlijn Welten, (17.) Maartje Paumen, (18.) Naomi van As, (21.) Sophie Polkamp, (22.) Floortje Engels (arquera), (23.) Kim Lammers, (24.) Eva de Goede, y (26) Michelle van der Pols. Director Técnico: Marc Lammers.

### JAPÓN
(1.) Rie Terazono (arquera), (2.) Ikuko Okamura (arquera), (3.) Mayumi Ono, (4.) Keiko Miura, (5.) Chie Kimura, (6.) Yukari Yamamoto, (7.) Rika Komazawa, (8.) Sakae Moriboto, (9.) Kaori Chiba, (10.) Tomomi Komori, (11.) Toshie Tsukui, (12.) Yuko Kitano, (13.) Sachimi Iwao, (14.) Akemi Kato (capitana), (15.) Miyuki Nakagawa, (16.) Misaki Ozawa, (17.) Chinami Kozakura, y (21.) Hikari Suwa. Director Técnico: Yoo Seung Jin.

## Resultados
Sábado 13 de enero de 2007
| HOLANDA            | 3 - 1 | ESPAÑA                  | 15:00 Árbitros: Wendy Stewart (CAN) y Chieko Soma (JPN). |
| Carlijn Welten 12' |       | María Romagosa 47' (pc) | 15:00 Árbitros: Wendy Stewart (CAN) y Chieko Soma (JPN). |
| Naomi van As 40'   |       |                         |                                                          |
| Kim Lammers 64'    |       |                         |                                                          |

| JAPÓN | 0 - 3 | AUSTRALIA           | 17:15 Árbitros: Lin Miao (CHN) y Carolina de la Fuente (ARG). |
|       |       | Renee Trost 4' (pc) | 17:15 Árbitros: Lin Miao (CHN) y Carolina de la Fuente (ARG). |
|       |       | Amy Korner 47' (pc) |                                                               |
|       |       | Peta Gallagher 65'  |                                                               |

| ARGENTINA                | 2 - 0 | ALEMANIA | 20:15 Árbitros: Lisa Roach (AUS) y Mónica Rivera (ESP). |
| Noel Barrionuevo 9' (pc) |       |          | 20:15 Árbitros: Lisa Roach (AUS) y Mónica Rivera (ESP). |
| Daniela Maloberti 29'    |       |          |                                                         |

Domingo 14 de enero de 2007
| HOLANDA                    | 3 - 0 | JAPÓN | 16:00 Árbitros: Gina Spitaleri (ITA) y Mónica Rivera (ESP). |
| Maartje Paumen 28' (pc)    |       |       | 16:00 Árbitros: Gina Spitaleri (ITA) y Mónica Rivera (ESP). |
| Kim Lammers 35'            |       |       |                                                             |
| Fatima Moreira de Melo 43' |       |       |                                                             |

| AUSTRALIA                | 2 - 1 | ALEMANIA               | 18:15 Árbitros: Wendy Stewart (CAN) y Lin Miao (CHN). |
| Madonna Blyth 39' (pc)   |       | Tina Schuetze 35' (ps) | 18:15 Árbitros: Wendy Stewart (CAN) y Lin Miao (CHN). |
| Rebecca Sanders 65' (pc) |       |                        |                                                       |

| ESPAÑA                  | 1 - 4 | ARGENTINA                 | 21:15 Árbitros: Chieko Soma (JPN) y Marelize de Klerk (RSA). |
| Esther Térmens 37' (pc) |       | Daniela Maloberti 5'      | 21:15 Árbitros: Chieko Soma (JPN) y Marelize de Klerk (RSA). |
|                         |       | Noel Barrionuevo 13' (pc) |                                                              |
|                         |       | Carla Rebecchi 32'        |                                                              |
|                         |       | Noel Barrionuevo 56' (pc) |                                                              |

Martes 16 de enero de 2007
| ESPAÑA                 | 2 - 2 | AUSTRALIA               | 16:00 Árbitros: Carolina de la Fuente (ARG) y Gina Spitaleri (ESP). |
| Rocío Ybarra 30' (pc)  |       | Peta Gallagher 10'      | 16:00 Árbitros: Carolina de la Fuente (ARG) y Gina Spitaleri (ESP). |
| Pilar Sánchez 47' (pc) |       | Peta Gallagher 18' (pc) |                                                                     |

| ALEMANIA                    | 1 - 0 | JAPÓN | 18:15 Árbitros: Wedny Stewart (CAN) y Marelize de Klerk (RSA). |
| Nadine Ernsting-Krienke 59' |       |       | 18:15 Árbitros: Wedny Stewart (CAN) y Marelize de Klerk (RSA). |

| ARGENTINA | 0 - 3 | HOLANDA                    | 21:15 Árbitros: Lisa Roach (AUS) y Chieko Suma (JPN). |
|           |       | Fatima Moreira de Melo 12' | 21:15 Árbitros: Lisa Roach (AUS) y Chieko Suma (JPN). |
|           |       | Kim Lammers 38'            |                                                       |
|           |       | Kim Lammers 56'            |                                                       |

Jueves 18 de enero de 2007
| ALEMANIA                    | 2 - 1 | ESPAÑA            | 16:00 Árbitros: Lisa Roach (AUS) y Lin Miao (CHN). |
| Nadine Ernsting-Krienke 35' |       | Barbara Malda 68' | 16:00 Árbitros: Lisa Roach (AUS) y Lin Miao (CHN). |
| Julia Müller 50' (pc)       |       |                   |                                                    |

| AUSTRALIA | 0 - 1 | HOLANDA          | 18:15 Árbitros: Carolina de la Fuente (ARG) y Marelize De Klerk (RSA). |
|           |       | Eva de Goede 18' | 18:15 Árbitros: Carolina de la Fuente (ARG) y Marelize De Klerk (RSA). |

| JAPÓN              | 1 - 3 | ARGENTINA                 | 21:15 Árbitros: Gina Spitaleri (ITA) y Mónica Rivera (ESP). |
| Sakae Morimoto 65' |       | Noel Barrionuevo 32' (pc) | 21:15 Árbitros: Gina Spitaleri (ITA) y Mónica Rivera (ESP). |
|                    |       | Mariné Russo 40'          |                                                             |
|                    |       | Carla Rebecchi 46'        |                                                             |

Sábado 20 de enero de 2007
| HOLANDA                   | 1 - 1 | ALEMANIA                    | 13:15 Árbitros: Chieko Soma (JPN) y Mónica Rivera (ESP). |
| Michelle van der Pols 31' |       | Nadine Ernsting-Krienke 68' | 13:15 Árbitros: Chieko Soma (JPN) y Mónica Rivera (ESP). |

| ESPAÑA | 0 - 1 | JAPÓN                 | 15:30 Árbitros: Carolina de la Fuente (ARG) y Lisa Roach (AUS). |
|        |       | Toshie Tsukui 1' (pc) | 15:30 Árbitros: Carolina de la Fuente (ARG) y Lisa Roach (AUS). |

| ARGENTINA                 | 3 - 0 | AUSTRALIA | 17:45 Árbitros: Marelize de Klerk (RSA) y Gina Spitaleri (ITA). |
| Noel Barrionuevo 34' (pc) |       |           | 17:45 Árbitros: Marelize de Klerk (RSA) y Gina Spitaleri (ITA). |
| Daniela Maloberti 42'     |       |           |                                                                 |
| Agustina Bouza 62'        |       |           |                                                                 |

## Tabla de posiciones
| Pos | Equipo    | J | G | E | P | GF | GC | D/G | Pts |
| --- | --------- | - | - | - | - | -- | -- | --- | --- |
| 1   | Holanda   | 5 | 4 | 1 | 0 | 11 | 2  | 9   | 13  |
| 2   | Argentina | 5 | 4 | 0 | 1 | 12 | 5  | 7   | 12  |
| 3   | Australia | 5 | 2 | 1 | 2 | 7  | 7  | 0   | 7   |
| 4   | Alemania  | 5 | 2 | 1 | 2 | 5  | 6  | -1  | 7   |
| 5   | Japón     | 5 | 1 | 0 | 4 | 2  | 10 | -8  | 3   |
| 6   | España    | 5 | 0 | 1 | 4 | 5  | 12 | -7  | 1   |

- Verde: Clasifica a la final.
- Celeste: Clasifica al partido por el tercer y cuarto puesto.
- Rosa: Clasifica al partido por el quinto y sexto puesto.

## Rueda final
Domingo 21 de enero de 2007 - 5.º/6.º puesto
| JAPÓN                  | 2 - 0 | ESPAÑA | 15:45 Árbitros: Wendy Stewart (CAN) y Lin Miao (CHN). |
| Rika Komosawa 48' (pc) |       |        | 15:45 Árbitros: Wendy Stewart (CAN) y Lin Miao (CHN). |
| Rika Komozawa 57'      |       |        |                                                       |

Domingo 21 de enero de 2007 - Tercer puesto
| AUSTRALIA | 0 - 2 | ALEMANIA           | 18:30 Árbitros: Gina Spitaleri (ITA) y Carolina de la Fuente (ARG). |
|           |       | Janine Beermann 9' | 18:30 Árbitros: Gina Spitaleri (ITA) y Carolina de la Fuente (ARG). |
|           |       | Silja Lorenzen 51' |                                                                     |

Domingo 21 de enero de 2007 - Final
| HOLANDA     | 1 - 0 | ARGENTINA | 21:15 Árbitros: Marelize de Klerk (RSA) y Lisa Roach (AUS). |
| Kim Lammers |       |           | 21:15 Árbitros: Marelize de Klerk (RSA) y Lisa Roach (AUS). |

## Posiciones finales
1.  Holanda
2.  Argentina
3.  Alemania
4.  Australia
5.  Japón
6.  España

## Premios
| Campeonas del Champions Trophy 2007 |
| ----------------------------------- |
| HOLANDA Quinto título               |

Goleadora del torneo:
- Noel Barrionuevo y  Kim Lammers (5 goles)

Mejor Jugadora del Torneo:
- Minke Booij

Mejor Arquera del Torneo:
- Lisanne de Roever

Juego Limpio:
- Argentina